# Vassbygda
Vassbygda est une localité du comté de Nordland, en Norvège.

## Géographie
Administrativement, Vassbygda fait partie de la kommune de Brønnøy.